# Aeroportul Internațional Cerro Largo
Aeroportul Internațional Cerro Largo (IATA: MLZ, ICAO: SUMO) este un aeroport din Melo⁠(d), Departamentul Cerro Largo, Uruguay ce deservește zona Melo⁠(d).
Situat la o altitudine de 100 m, aeroportul dispune de 1 pistă.

## Infrastructură

### Piste
Aeroportul dispune de o singură pistă. Pista 07/25 are suprafața de asfalt. 